# Pomezia
Pomezia (Pométie en français) est une ville italienne de la ville métropolitaine de Rome Capitale, dans la région Latium. Elle dispose du titre honorifique de cité.

## Géographie

### Site
Pomezia est située dans les marais pontins et s'étend au sud de Rome avec, sur ses limites, les Castelli Romani, la mer Tyrrhénienne et le domaine présidentiel de Castel Porziano.
Il reste peu de vestiges de l’ancien territoire de Pomezia, composé à l’origine de vastes zones boisées (chênes-lièges, ormes et chênes), de dunes à la végétation méditerranéenne (genêts, ruscus aculeatus, mûriers et herbes hautes) et de zones marécageuses (deux étangs littoraux près du village de Torvajanica).
Les causes de ce changement sont essentiellement dues aux travaux de restauration de l'ère fasciste (pour ce qui concerne les zones marécageuses et agricoles), et à une forte industrialisation du territoire prolongée jusqu'aux années 1990 grâce à des fonds pour la Cassa del Mezzogiorno, ainsi qu'à la spéculation immobilière qui a dévasté l'une des plus belles côtes de la province romaine.

### Orographie
L'altitude de la commune est modeste, atteignant à peine 135 mètres au-dessus de la mer à Santa Palomba, dans le nord-est de la municipalité. La majeure partie du territoire se situe entre 50 et 100 mètres de hauteur au centre de la commune, pour descendre rapidement près de la côte. Le bourg de Pomezia est situé légèrement plus haut que la zone environnante, atteignant 100,2 m sur la Piazza del Municipio.

### Hydrographie
Il y a trois points d'eau sur le territoire communal. Le plus grand, situé au niveau de Vigna di Pratica, fait environ 19 700 m2. Le deuxième plus petit, possède une surface de 17 500 m2 à Macchia Capretta et le troisième, appelé Lago delle Meraviglie, se situe en contrebas du village de Pratica di Mare et fait environ 7 300 m2. Suivant les courbes du terrain, plusieurs ruisseaux portant les noms de Rio Torto, Fosso delle Monachelle, Fosso di Santa Procula et Fosso di Pratica s'écoulent du nord-est au sud.

### Climat
| Mois                              | jan. | fév. | mars | avril | mai  | juin | jui. | août | sep. | oct. | nov. | déc. | année |
| --------------------------------- | ---- | ---- | ---- | ----- | ---- | ---- | ---- | ---- | ---- | ---- | ---- | ---- | ----- |
| Température minimale moyenne (°C) | 3,8  | 4,3  | 5,3  | 7,7   | 11   | 14,4 | 16,3 | 16,7 | 14,8 | 11   | 7,7  | 4,4  | 9,8   |
| Température moyenne (°C)          | 8,5  | 9,2  | 10,6 | 12,9  | 17   | 20,6 | 22,8 | 23   | 20,4 | 16,5 | 12,6 | 9,2  | 15,2  |
| Température maximale moyenne (°C) | 13,1 | 14   | 15,8 | 18,1  | 22,9 | 26,7 | 29,2 | 29,3 | 26   | 22   | 17,4 | 14   | 20,7  |
| Précipitations (mm)               | 94   | 82   | 69   | 56    | 34   | 23   | 10   | 32   | 66   | 105  | 142  | 104  | 817   |

| Diagramme climatique                                  |         |           |           |          |            |            |            |          |         |            |          |
| J                                                     | F       | M         | A         | M        | J          | J          | A          | S        | O       | N          | D        |
| 13,13,894                                             | 144,382 | 15,85,369 | 18,17,756 | 22,91134 | 26,714,423 | 29,216,310 | 29,316,732 | 2614,866 | 2211105 | 17,47,7142 | 144,4104 |
| Moyennes : • Temp. maxi et mini °C • Précipitation mm |         |           |           |          |            |            |            |          |         |            |          |

## Histoire

### Fondation (années 1930)
La naissance de Pomezia fait suite au réaménagement du marais pontin décidé par le gouvernement de Mussolini avec la loi d'assèchement et de mise en culture de 1928, afin d'avoir une ville servant de lien entre Rome et les nouvelles villes de Littoria (aujourd'hui Latina), Sabaudia, Pontinia. À l'origine, le nom « Ausonia » avait été créé pour l'établissement commun, mais avant le début des travaux, il avait été remplacé par « Pomezia ». En 1932, Pomezia se sépare de Rome pour former une municipalité autonome qui comptait au départ environ 1 300 habitants grâce aux petits hameau préexistants, puis a commencé la construction de la ville et son peuplement. Le concession du chantier a été désigné par l'Opera Nazionale Combattenti, qui a lancé un concours remporté par les architectes Petrucci, Tufaroli, Paolini et Silenzi le 1er octobre 1937.
Quelques mois plus tard, le 25 avril 1938, la première pierre symbolique est posée et le 29 octobre 1939, les premières colonies de peuplement sont inaugurées. La population était constituée à l'origine de 40 familles de colons. Les premiers arrivés venaient de Romagne en juin 1939 ; en octobre, un deuxième contingent est arrivé et, pour suivre, ce sont des familles d'origine trentine en provenance de Bosnie. L’Opéra Nazionale Combattenti était responsable de ces affectations foncières, et les exploitations remises aux colons comprenaient une ferme et une parcelle de terre arable.

### Seconde Guerre mondiale(1939-1945)
Le territoire de Pomezia a beaucoup souffert des événements de guerre liés à la Seconde Guerre mondiale, en particulier entre le débarquement d’Anzio (22 janvier 1944) et la libération de Rome de l’occupation nazie du 4 juin suivant. Au cours de cette période, de nombreux bombardements ont été effectués par les Alliés, notamment ceux de l’aéroport de Pratica di Mare et de la Torre del Vajanico (Torvaianica), tandis que les Allemands abandonnèrent derrière eux de nombreuses mines lors de leur retraite le long de la côte romaine.

## Économie
La prospérité actuelle de Pomezia est en grande partie due à la croissance constante des activités en lien avec les secteurs industriel et tertiaire, ce qui a permis à la ville de consolider son importance économique dans la région, faisant de Pomezia l’une des municipalités les plus développées du centre de l’Italie.

### Agriculture
Bien que l'agriculture ait perdu de son importance, elle maintient une forte présence sur le territoire municipal, comme le montre l'identification de plus de 130 zones agricoles identifiées, c'est-à-dire ayant une fonction agricole exclusive ou prédominante. La plupart de ces zones sont situées autour des villages de Pratica di Mare, Torvaianica, Santa Procula et Santa Palomba.

### Industrie
La plus grande ressource de la municipalité provient du secteur industriel, qui s'est fortement développé grâce aux politiques de l'État italien appuyé par l'ancienne Cassa del Mezzogiorno, notamment dans le secteur pharmaceutique et médical, avec des entreprises telles que Menarini (où est basé un important centre de recherche), Sigma-Tau, Johnson & Johnson et IRBM Science Park, actifs dans les domaines de la biotechnologie moléculaire, des sciences biomédicales et de la chimie organique. Les autres secteurs développés sont l'électronique, la défense, l'avionique et la mécanique de précision (Leonardo et Northrop Grumman Italia), dans la transformation du papier (Blasetti, dont les activités ont été transférées de Rome dans les années 1960, puis création de l’un des complexes industriels les plus vastes et les plus modernes en 2006 à Pomezia), la plasturgie et la transformation des produits alimentaires (Ica Foods via sa marque Crik Crok, l'entreprise de fabrication de charcuterie industrielle Fiorucci, la malterie SAPLO qui est le fournisseur de Birra Peroni, les usines de torréfaction du café).

### Services
D'un poids similaire au secteur secondaire, et de plus en plus important en termes d'emploi, le secteur tertiaire se développe, grâce également à la présence de grands centres commerciaux.
Le secteur du bâtiment, liée à la construction quasi continue de bâtiments résidentiels, est très dynamique. L'activité de construction est tirée par un fort flux d'immigration, venant en particulier de la municipalité voisine de Rome.
Ces dernières années, les entreprises du secteur des technologies de l’information, des télécommunications et des nouvelles technologies en général ont également été représentées de manière croissante. Il convient de noter la présence du siège italien de HP Enterprise Services, une division de la multinationale américaine appartenant au groupe HP.

### Tourisme
Il existe également d’importantes activités touristiques, notamment le récent parc aquatique Zoomarine. La ville dispose d'un bon équipement hôtelier, qui répond à la fois aux besoins des entreprises locales et à ceux du tourisme romain. Le secteur des loisirs repose en grande partie sur le littoral de Torvaianica, très prisé des Romains les week-ends et les mois d’été. Les Pro loco (Proloco Città di Pomezia et Proloco di Torvajanica), réseaux d'associations italiennes de bénévoles qui œuvrent pour la promotion du tourisme local, font partie intégrante de l’impulsion et du développement des activités culturelles et touristiques de la ville.

## Infrastructures et transports

### Réseau routier
Plusieurs routes de moyenne ou grande importance relient Pomezia aux autres villes voisines :
- la route régionale 148 Pontina relie Pomezia à Rome et Latina et se termine à Terracina ;
- la route provinciale 95b Laurentina, relie Pomezia à Rome et Tor San Lorenzo ;
- la Strada Provinciale 3e Ardeatina relie Pomezia à Rome et à Ardea.

### Réseau ferroviaire
À quelques kilomètres de la ville, se trouve la gare de Pomezia-Santa Palomba, où passent les lignes Neptune-Rome et Rome-Naples.

### Réseau aérien
L'aéroport militaire Mario Berardi, également appelé aéroport Pratica di Mare, du nom du village du même nom, est situé à environ 20 km au sud de la ville.
La base aérienne est équipée d'une piste en asphalte longue de 2 542 m. L'aéroport est exploité par l'armée de l'air italienne et n'est pas ouvert au trafic commercial. À l'intérieur se trouvent de nombreuses installations et institutions de différentes forces armées et de police italiennes. Avec ses 830 hectares de largeur, il est l'un des plus grands aéroports militaires d'Europe.

## Culture

### Écoles
Il y a à Pomezia de nombreuses écoles maternelles (scuole dell’infanzia), écoles primaires (scuola primaria), collèges (scuola media), lycées (liceo), instituts techniques (istituti tecnici) ou professionnelles (istituti professionali).

### Bibliothèques
À Pomezia se trouve une bibliothèque municipale, nommée d'après Ugo Tognazzi, qui a une succursale dans le hameau de Torvaianica.
La bibliothèque, qui fait partie de l'Organisation des bibliothèques régionales (OBR), dispose d'une collection de plus de 15 000 volumes, dont 1 200 au format multimédia. Il possède aussi un grand secteur destiné aux enfants.

### Musées
En 2005, le Museo Archeologico Lavinium Città di Pomezia a été inauguré avec l'exposition "HIC DOMUS AENEAE". Y sont exhibés quelques trouvailles archéologique découvertes dans cette région, que de nombreux érudits identifient comme l’ancien Lavinium, où se seraient établis Énée et ses compagnons fuyant Troie.

### Média
Pontino Nuovo est un journal bimensuel de Pomezia et Ardea, né en 1986. Les autres journaux qui abordant les sujets locaux sont Il Corriere della Città, Il Caffè et Il Turno.
Le groupe de télévision Amici Network est basé à Pomezia avec les chaînes régionales Supernova TV (chaîne 14), Europa TV (chaîne 96), Canale Zero (chaîne 112), Garytv (chaîne 113).

### Sport
Le principal club de football de la commune est créé en 1957 par la fusion de l'AS Pomezia (fondé en 1949) et de la Virtus Pomezia (fondé en 1956). La Virtus Pomezia devient US Pomezia Calcio en 1981 puis Pomezia Calcio dans les années 2000. Le club fait faillite en 2012 mais revoit le jour en 2014 lorsque le Real Pomezia reprend la tradition sportive du défunt club sous l'appellation Pomezia Calcio. Celui-ci devient Pomezia Calcio Selva dei Pini à la faveur de l'entente avec le Selva dei Pini Pomezia 2010 à la fin de la saison 2014-2015, puis reprend le nom Pomezia Calcio en 2017. Il participe à l'édition 2018-2019 d'Eccellenza Lazio (5e division nationale). Le plus ancien club de foot, l' UniPomezia, date de 1937 et évolue également en Eccellenza,.
Le volley-ball tient par ailleurs une place importante dans la vie sportive de la commune, que ce soit au niveau masculin ou féminin (Unipol Pomezia, Volley Club Pomezia, Pomezia Volley, Pallavolo Pomezia).
Le Fortitudo Futsal Pomezia représente la commune en série B football à 5, et le Penta Pomezia concoure en serie D.
La Vis Fortitudo Pomezia participe à la Serie B féminine de basket-ball, tandis que la Virtus 70 Pomezia joue en Promozione masculine.
Pomezia est aussi présente en water-polo à travers l'Olimpia Pomezia et en rugby avec le Pomezia Torvaianica Rugby.

## Lieux et monuments
- Patrimoine religieux

'"`UNIQ--templatestyles-0000000E-QINU`"'  - 1Église Saint Benoît
  - 2Église Saint Boniface
  - 3Église Saint Michel
- Patrimoine civil

'"`UNIQ--templatestyles-0000000E-QINU`"'  - 1Hôtel de ville
  - 2Tour municipale
  - 3Monuments aux morts de Nassiriya
  - 4Fontaine anti-aérienne
- Patrimoine militaire

'"`UNIQ--templatestyles-0000000E-QINU`"'  - 1Torre Maggiore
  - 2Cimetière militaire allemand de Pomezia
- Sites archéologiques

'"`UNIQ--templatestyles-0000000E-QINU`"'  - 1Lavinium
  - 2Villa romana

### Patrimoine religieux
- Église Saint Benoît (Chiesa di San Benedetto)

- Église Saint Boniface (Chiesa di San Bonifacio)

- Église Saint Michel (Chiesa di San Michele)

### Patrimoine militaire
- Torre Maggiore
- Cimetière militaire allemand de Pomezia (Cimitero militare germanico di Pomezia)

### Patrimoine civil
- Ville nouvelle
- Hôtel de ville (Municipio)
- Tour municipale (Torre Comunale)
- Monuments aux morts de Nassiriya (Monumento ai caduti di Nassiriya)
- Fontaine anti-aérienne (Fontana contraerea)

### Sites archéologiques
- Lavinium
- Villa romana

### Autres patrimoines
- Réserve naturelle de la Sughereta (Riserva Naturale della Sughereta)

## Administration

### Liste des maires
| Période                                  | Période        | Identité          | Étiquette | Qualité                                          |
| ---------------------------------------- | -------------- | ----------------- | --------- | ------------------------------------------------ |
| 22 juin 1993                             | 12 mai 1997    | Giancarlo Tassile | PDS       | Proviseur du lycée Pascal                        |
| 12 mai 1997                              | 8 août 1998    | Angelo Capriotti  | PpL       | Éditeur                                          |
| 30 novembre 1998                         | 17 mai 2001    | Maurizio Aureli   | DS        | Avocat                                           |
| 28 mai 2002                              | 31 août 2005   | Stefano Zappalà   | FI        | Ingénieur                                        |
| 13 juin 2006                             | 8 janvier 2013 | Enrico De Fusco   | PD        | Ingénieur                                        |
| 10 juin 2013                             | 20 mars 2018   | Fabio Fucci       | M5S       | Ingénieur-informaticien à l'Aeronautica Militare |
| 25 juin 2018                             | En cours       | Adriano Zuccalà   | M5S       |                                                  |
| Les données manquantes sont à compléter. |                |                   |           |                                                  |

### Hameaux
Campo Ascolano, Campo Bello, Campo Jemini, Campo Selva, Castagnetta, Cinque Poderi, Colli di Enea, Macchiozza, Martin Pescatore, Pratica di Mare, Santa Palomba, Santa Procula, Sedici Pini, Torvaianica, Torvaianica Alta, Viceré, Villaggio Azzurro, Villaggio Tognazzi.

### Communes limitrophes
| Rome             | Rome    | Rome  |
| Mer Tyrrhénienne | Pomezia | Rome  |
| Mer Tyrrhénienne | Ardea   | Ardea |

### Évolution démographique
Habitants recensés

### Jumelages
- Singen (Allemagne) ;
- Çanakkale (Turquie) ;
- Itápolis (Brésil).